# Eierschecke
L'eierschecke è un dolce tedesco originario della Sassonia e della Turingia.

## Etimologia
Il termine eierschecke è una parola macedonia composta dai lemmi tedeschi eier, ovvero "uova", e schecke, che identifica un capo di abbigliamento maschile diffuso nel quattordicesimo secolo e composto da una tunica di media lunghezza dal girovita molto stretto da abbinare a una cintura. Il nome del prodotto di pasticceria, che si traduce in "schecke di uova", allude al fatto che sarebbe composto da tre strati esattamente come l'indumento, che presenta una parte superiore, una inferiore e una mediana composta dalla cintura.

## Caratteristiche e preparazione
L'eierschecke preparato a Dresda (Dresdner eierschecke) è una torta composta da tre strati. Quello superiore è composto da uova, burro, zucchero, vaniglia. Lo strato intermedio è costituito da una crema pasticcera che, oltre al burro, alle uova, allo zucchero e al latte, contiene anche quark e vaniglia. Invece, la base della torta può essere un impasto levitato o un pan di spagna. Dopo aver assemblato questi tre strati, la torta viene cotta, quindi tagliata a pezzi rettangolari e servita con il caffè. Esistono diverse varianti del dolce con uvetta, mandorle, streusel e cioccolato.

## Varianti

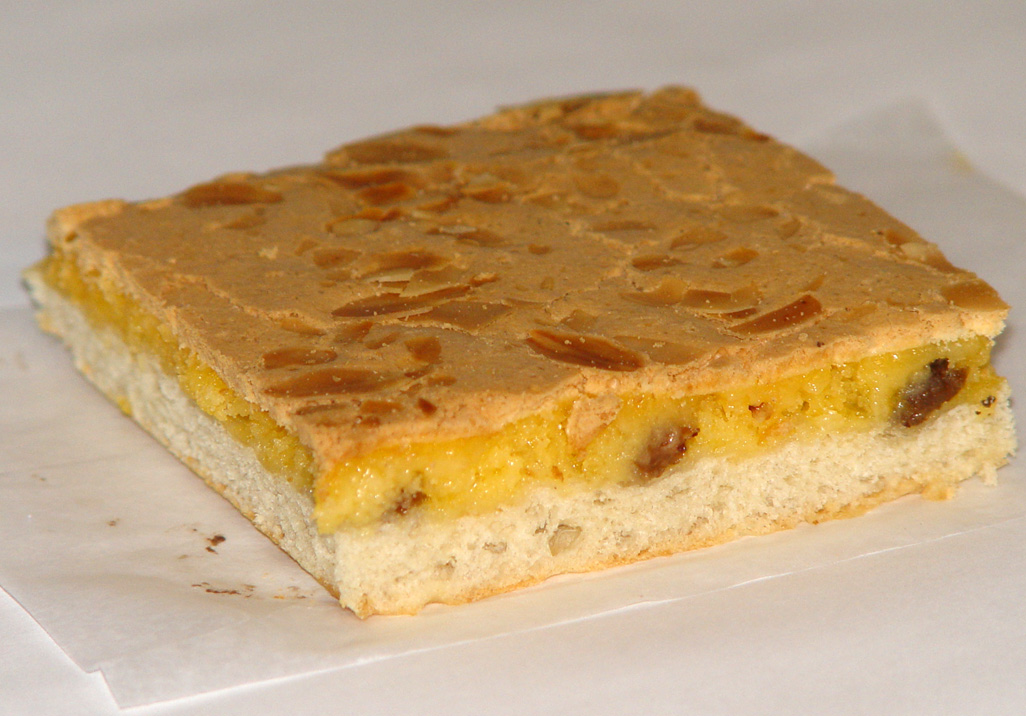
Freiberger eierschecke

Una variante del Dresdner eierschecke è il Freiberger eierschecke, più piatto e privo di quark. Secondo una leggenda, questa variante sarebbe priva di quark in quanto tale formaggio sarebbe stato usato per costruire le mura della città di Freiberg durante il tredicesimo secolo. Per compensare la presunta perdita di sapore, si decise di utilizzare una più abbondante quantità di uova, zucchero e uvetta.